# Rachel se vdává
Rachel se vdává (v anglickém originále Rachel Getting Married) je americké filmové psychologické drama z roku 2008 režiséra Jonathana Demmeho a scenáristky Jenny Lumetové s Anne Hathawayovou v hlavní roli. Jedná se o komorně laděný příběh probíhající v rozmezí několika dnů a týkající se pouze dvou rodin, který je rámován svatebními událostmi. Anne Hathawayová byla za tuto roli poprvé nominována na Zlatý glóbus i Oscara.

## Děj
Děj filmu pojednává o velmi problémové dívce Kymmie či Kym (Anne Hathawayové), která se vrací domů ke své rodině z psychiatrické léčebny, kde se několik let léčila z drogové závislosti. Přijíždí se svým otcem na svatbu své sestry Rachel (Rosemarie DeWittová), studentky psychologie, která se právě vdává za Sidneyho Williamse, Afroameričana původem z Havaje. V době předsvatebních příprav a seznamování se obou rodin (ženichovy a nevěstiny), řeší svá vážná osobní traumata, bolesti a problémy, které se v její rodině nahromadily v předchozích letech včetně např. rozvodu rodičů a tragické smrti jejich bratra Ethana, kterou ona sama zavinila pod vlivem drog při havárii v autě (pád vozidla z mostu do řeky). Během předsvatebních příprav vyjde, mimo jiné, také najevo, že Rachel je těhotná a Kym se stihne ošklivě pohádat se svojí matkou (Debra Winger) a v emočním záchvatu způsobit další autonehodu.

## Obsazení
- Sebastian Stan (Walter)
- Roslyn Ruff (Rosa)
- Anne Hathawayová (Kym)
- Bill Irwin (Paul)
- Anna Deavere Smith (Carol)
- Rosemarie DeWitt (Rachel)
- Anisa George (Emma)
- Mather Zickel (Kieran)
- Matt Stadelmann (Steve)
- Gonzales Joseph (Cousin Joe)
- Tunde Adebimpe (Sidney Williams)
- Debra Winger (Abby, matka)
- Jerome Le Page (Andrew)
- Elizabeth Hayes (Susanna Galeano)
- Marin Ireland (Angela Paylin)
- Dorian Missick (host)

## Ocenění
Anne Hathawayová byla za tuto roli poprvé nominována na Zlatý glóbus i Oscara.